# Robur (cement)
Robur is een cementfabriek in Rozenburg in het Botlekgebied die in 1964 begon te produceren. De naam betekent sterk en is afgeleid van een samentrekking van Rozenburg. ENCI is de enige eigenaar en de fabriek heet tegenwoordig ENCI Rotterdam. ENCI maakt deel uit van HeidelbergCement.
De grondstoffen voor deze fabriek worden veelal per schip aangevoerd. Ze bestaan uit klinker, hoogovenslakken en vliegas. De klinker is afkomstig uit de fabriek te Antoing. In 2007 had het bedrijf 43 medewerkers. Er werd 526.000 ton cement geproduceerd waartoe 147.000 ton klinker werd ingezet en 370.000 ton hoogovenslak. In 2021 heeft ENCI Rotterdam een productiecapaciteit van 600.000 ton cement per jaar.
In de jaren zestig besloten staalproducent Koninklijke Hoogovens en ENCI samen een cementfabriek bij Rotterdam te bouwen. De twee hadden al samen een cementfabriek in IJmuiden, de Cemij. De vraag nam cement nam sterk toe en ze wilden hun gezamenlijk marktaandeel van zo'n 60% op de Nederlandse markt behouden. In september 1965 kwam Robur in productie met Hoogovens als tweede aandeelhouder met een belang van 50% in Robur. In 1982 volgde een ruil van belangen, Robur kwam volledig in handen van ENCI en Hoogovens werd enige aandeelhouder van Cemij.